# 博布罗沃 (列宁区)
博布罗沃（羅馬化：Bobrovo）是俄罗斯莫斯科州的工人村（市级镇），属州辖市维德诺耶市（列宁城市区），地处莫斯科州中南部，位于维德诺耶西南、州府莫斯科南方。伏尔加河流域内帕赫拉河一小支流格沃兹江卡河（Гвоздянка）穿过该镇。
2019年设市级镇，此前为村庄。该地2021年人口有5,996人；2002年人口52人。